# 제한효소 절편길이 다형성

대립인자1은 네 절편으로 잘린 반면, 대립인자2는 세 절편으로 잘렸다. 이 차이로 인해 제한효소 절편길이 다형성은 DNA표지자로서의 역할을 한다.

제한효소 절편길이 다형성(영어: Restriction Fragment Length Polymorphism, RFLP)는 분자생물학에서 사용하는 기술로 DNA서열의 다형성을 알아내는 유전자 표지자이다. 상동 DNA분자를 같은 제한효소로 처리하면 결과가 다르게 나올 수도 있다. 그 이유는 한 대립인자의 제한효소자리에는 염기가 정상이어서 잘릴 수 있지만, 다른 대립인자는 서열이 바뀌게 되어 잘리지 않게 되기 때문이다. 잘린 DNA조각은 전기영동, 중합효소 연쇄반응을 통해서 확인할 수 있다. 제한효소 절편길이 다형성은 유전체 지도의 작성에 중요했을 뿐만 아니라, 질병의 유전자 검사, 친자확인에 사용되는 기술이다.

## 같이 보기
- 유전자 표지자
- ARDRA